# William Evans (peintre paysagiste)
Pour les articles homonymes, voir William Evans et William Evans (aquarelliste).
William Evans (1809 – 7 décembre 1858) est un peintre paysagiste britannique, membre associé de la Old Society of Painters in Water-colours où il expose sous le nom « William Evans de Bristol ».

## Biographie
Né à Bristol, il est d'abord élève de Francis Danby et s'associe avec des artistes de l'école de Bristol.
Désireux de parfaire son art par l'étude de la nature seule et de se libérer de l'influence des écoles ou des individus, Evans s'installe pendant de nombreuses années au centre d'un grand défilé de paysages de montagne dans le les Galles du Nord dans une ferme appelée Tyn-y-Cai, située dans un grand parc à la confluence des rivières Afon Lledr (en) et Conwy près de Betws-y-Coed. Ici, il est en mesure de cultiver une impulsion naturelle pour l'originalité et la grandeur dans la contemplation constante de la nature dans certaines de ses formes les plus sauvages et il produit quelques belles œuvres, notamment Traeth Mawr. Son traitement des torrents de montagne et de la paysages de cottages de la région est également remarquable. William James Müller, un ami de la période de  Bristol, se joint à lui en 1842 pour s'adonner à la peinture de la région.
Après 1852, Evans visite l'Italie, passe l'hiver successivement à Gênes, Rome et Naples et recueille de nombreux matériaux pour travailler à enrichir ses paysages d'un caractère très différent de ses productions antérieures.
Son œuvre est écourtée par la maladie et il meurt dans Marylebone Road (en) à Londres le 7 décembre 1858 âgé de 49 ans. Une de ses belles aquarelles se trouve dans la pièce des gravures du British Museum.